# Grace Van Patten
Grace Van Patten (New York, 21 novembre 1996) è un'attrice statunitense, attiva in campo televisivo e cinematografico.

## Biografia
Grace è cresciuta a Tribeca, New York City e ha frequentato la Fiorello H. LaGuardia High School. È la maggiore delle tre figlie del regista e produttore Timothy Van Patten e dell'ex modella Wendy Rossmeyer Van Patten. Durante l'infanzia, Grace si autodefiniva un "maschiaccio" e giocava a pallavolo e basket. Suo nonno, Bruce Rossmeyer, possedeva diversi concessionari Harley-Davidson che ora sono gestiti da sua madre. È la nipote dell'attore comico Dick Van Patten  e vive con la sua famiglia a Cobble Hill, Brooklyn. Sua cugina è l'attrice Talia Balsam, figlia di Joyce Van Patten.

### Carriera televisiva e cinematografica
All'età di 8 anni ricoprì il suo primo ruolo nella serie televisiva poliziesca I Soprano, diretta dal padre, interpretando Ally, la figlia del gangster Eugene Pontecorvo. Inoltre, comparve in un episodio del 2014 di un'altra serie diretta dal padre, Boardwalk Empire. Ha rinviato l'ammissione alla University of Southern California, scegliendo invece di fare un'audizione a New York e prendere lezioni di psicologia e filosofia al community college. Successivamente ottenne il suo primo manager, Emily Gerson Saines, attraverso il compagno di classe di LaGuardia e attore Ansel Elgort.
Grace ha interpretato Ellie nel suo primo lungometraggio, la commedia romantica Netflix Tramps, che è stata presentata in anteprima al Toronto International Film Festival del 2016.
Nel film drammatico diretto da Noah Baumbach e proiettato al Festival di Cannes 2017, The Meyerowitz Stories (New and Selected), Grace ha interpretato Eliza, una studentessa di cinema del Bard College figlia di Danny, interpretato da Adam Sandler; dove realizza auto-cortometraggi sessualmente espliciti.
Grace ha recitato nella commedia romantica del 2017 Matrimonio con l'ex con Glenn Close, John Malkovich, Patrick Stewart e Minnie Driver.
Nel 2018 è apparsa nel noir poliziesco di David Robert Mitchell, Under the Silver Lake con Riley Keough e Andrew Garfield. Sempre nello stesso anno, Grace è stata nominata come uno dei "10 Actors to Watch" dalla rivista Variety.
In Italia è principalmente nota per aver preso parte alla serie tv targata Hulu e distribuita da Amazon Prime Video, Nine Perfect Strangers al fianco di Nicole Kidman, Samara Weaving e Luke Evans.

## Vita privata
Dal 2022, ha una relazione con l'attore e co-star di Tell Me Lies, Jackson White.

## Filmografia

### Cinema
- Tramps, regia di Adam Leon (2016)
- The Meyerowitz Stories (New and Selected), regia di Noah Baumbach (2017)
- Matrimonio con l'ex (The Wilde Wedding), regia di Damian Harris (2017)
- Under the Silver Lake, regia di David Robert Mitchell (2018)

### Televisione
- I Soprano (The Sopranos) - serie TV, 2 episodi (2006)
- Law & Order - Unità vittime speciali (Law & Order: Special Victims Unit), 1 episodio (2013)
- Boardwalk Empire - L'impero del crimine (Boardwalk Empire) - serie TV, 1 episodio (2014)
- Maniac - miniserie televisiva (2018)
- Nine Perfect Strangers - serie TV, 8 episodi (2021)
- Tell Me Lies - serie TV, 18 episodi (2022-2024)

## Doppiatrici italiane
Nelle versioni in italiano delle opere in cui ha recitato, Grace Van Patten è stata doppiata da:
- Valentina Perrella in Boardwalk Empire - L'impero del crimine
- Giulia Franceschetti in Under the Silver Lake
- Livia Amatucci in Nine Perfect Strangers
- Luisa D'Aprile in Tell Me Lies